# Ouled Brahim (Saïda)
Pour les articles homonymes, voir Ouled Brahim.
Ouled Brahim est une commune de la wilaya de Saïda en Algérie.